# Греково-Тимофеевка
Греково-Тимофеевка — село в Матвеево-Курганском районе Ростовской области.
Входит в состав Малокирсановского сельского поселения.

## География
Село Греково-Тимофеевка находится на левом берегу реки Мокрый Еланчик, в западной части Матвеево-Курганского района.

### Улицы
- ул. Береговая,
- ул. Мира,
- ул. Октябрьская,
- ул. Первомайская,
- пер. Бригадирский,
- пер. Южный.

## История
Село было основано в 1779 году и называлось Греково. Здесь греки проживали вместе с крестьянами-переселенцами и казаками.
С 1820 года село Греково-Тимофеевка значилось за Тимофеем Дмитриевичем Грековым — сыном генерал-майора Дмитрия Евдокимовича Грекова, героя нескольких войн. Тимофей Дмитриевич был женат на Марии Матвеевне Платовой — дочери прославленного атамана Матвея Платова. После смерти Грекова в 1831 году, его примиусские земли перешли к детям и внукам.
В селе имеется храм Николая Чудотворца.

## Население
| 2010 |
| ---- |
| 794  |